# Copa Pan-Americana de Voleibol Masculino Sub-21 de 2011
O Copa Pan-Americana de Voleibol Masculino Sub-21 de 2011 foi a 1ª edição do torneio organizado pela NORCECA  e CSV, realizado em Cidade do Panamá  no período de 22  a  27 de junho, com a participação de oito países. Na estreia da competição o título foi conquistado pela Seleção Venezuelana e desta foi premiado como Melhor Jogador o atacante Kervin Piñerua.

## Seleções participantes
As seguintes seleções confirmaram participação na Copa Pan-Americana de Voleibol Masculino Sub-21:
| Equipe               | Última participação |
| -------------------- | ------------------- |
| Panamá               | (Sede)              |
| Canadá               | estreante           |
| Chile                | estreante           |
| Honduras             | estreante           |
| Porto Rico           | estreante           |
| México               | estreante           |
| República Dominicana | estreante           |
| Venezuela            | estreante           |

## Formato da disputa
As oito seleções foram divididas em Grupo A e B, cada um com quatro integrantes, em cada grupo as seleções se enfrentam entre si, as primeiras colocadas de cada grupo se classifica diretamente para as semifinais, as segundas e terceiras colocadas para disputar as quartas de final, desta última disputa  os eliminados unir-se-ão  as quarta colocadas  de cada grupo para definição das classificações inferiores (5º ao 8º lugares).As semifinais composta pelo primeiro colocado de cada grupo e os dois melhores times das quartas de final, deste confronto definiu-se os dois melhores times que disputaram a final e os perdedores disputaram o bronze.

## Fase classificatória
Classificação
- Local: Arena Roberto Durán -Panamá

## Grupo A
|     |                      |     | Jogos | Jogos | Jogos | Resultados | Resultados | Resultados | Resultados | Resultados | Resultados | Sets | Sets | Sets  | Pontos | Pontos | Pontos |
| Pos | Equipe               | Pts | T     | V     | D     | 3–0        | 3–1        | 3–2        | 2–3        | 1–3        | 0–3        | V    | P    | R     | V      | P      | R      |
| --- | -------------------- | --- | ----- | ----- | ----- | ---------- | ---------- | ---------- | ---------- | ---------- | ---------- | ---- | ---- | ----- | ------ | ------ | ------ |
| 1   | Venezuela            | 9   | 3     | 3     | 0     | 3          | 0          | 0          | 0          | 0          | 0          | 9    | 0    | MAX   | 226    | 119    | 1.899  |
| 2   | República Dominicana | 7   | 4     | 2     | 2     | 2          | 0          | 0          | 1          | 0          | 1          | 8    | 6    | 1.333 | 214    | 170    | 1.259  |
| 3   | Panamá               | 2   | 3     | 1     | 2     | 0          | 0          | 1          | 0          | 0          | 2          | 3    | 8    | 0.375 | 194    | 240    | 0.808  |
| 4   | Honduras             | 1   | 3     | 0     | 3     | 0          | 0          | 0          | 1          | 0          | 2          | 2    | 9    | 0.222 | 149    | 254    | 0.587  |

Resultados
| 22 de junho de 2011 17:22 P2 P3 AQ1 AQ2 | Venezuela | 3 — 0             | República Dominicana | Arena Roberto Durán, Cidade do Panamá Público: 100 Árbitro(s): PUR Jose Perez Vento CAN Scott McLean |
| 22 de junho de 2011 17:22 P2 P3 AQ1 AQ2 | 26 25     | Set 1 Set 2 Set 3 | 24 20                | Arena Roberto Durán, Cidade do Panamá Público: 100 Árbitro(s): PUR Jose Perez Vento CAN Scott McLean |

| 22 de junho de 2011 21:58 P2 P3 AQ1 AQ2 | Panamá         | 3 — 2                         | Honduras      | Arena Roberto Durán, Cidade do Panamá Público: 200 Árbitro(s): PUR Miguel Marrero GUA Raúl Mejía |
| 22 de junho de 2011 21:58 P2 P3 AQ1 AQ2 | 20 25 19 25 15 | Set 1 Set 2 Set 3 Set 4 Set 5 | 25 19 25 17 4 | Arena Roberto Durán, Cidade do Panamá Público: 200 Árbitro(s): PUR Miguel Marrero GUA Raúl Mejía |

| 23 de junho de 2011 16:00 P2 P3 AQ1 AQ2 | Venezuela | 3 — 0             | Honduras | Arena Roberto Durán, Cidade do Panamá Público: 100 Árbitro(s): GUA Raúl Mejía MEX Pablo Mendoza |
| 23 de junho de 2011 16:00 P2 P3 AQ1 AQ2 | 25        | Set 1 Set 2 Set 3 | 3 7 9    | Arena Roberto Durán, Cidade do Panamá Público: 100 Árbitro(s): GUA Raúl Mejía MEX Pablo Mendoza |

| 23 de junho de 2011 20:35 P2 P3 AQ1 AQ2 | República Dominicana | 3 — 0             | Panamá   | Arena Roberto Durán, Cidade do Panamá Público: 150 Árbitro(s): CAN Scott McLean CHI O.Pérez |
| 23 de junho de 2011 20:35 P2 P3 AQ1 AQ2 | 25                   | Set 1 Set 2 Set 3 | 18 17 19 | Arena Roberto Durán, Cidade do Panamá Público: 150 Árbitro(s): CAN Scott McLean CHI O.Pérez |

| 24 de junho de 2011 16:30 P2 P3 AQ1 AQ2 | República Dominicana | 3 — 0             | Honduras | Arena Roberto Durán, Cidade do Panamá Público: 100 Árbitro(s): MEX Pablo Mendoza CHI J.Pérez |
| 24 de junho de 2011 16:30 P2 P3 AQ1 AQ2 | 25                   | Set 1 Set 2 Set 3 | 12 13 15 | Arena Roberto Durán, Cidade do Panamá Público: 100 Árbitro(s): MEX Pablo Mendoza CHI J.Pérez |

| 24 de junho de 2011 20:50 P2 P3 AQ1 AQ2 | Panamá   | 0 —3              | Venezuela | Arena Roberto Durán, Cidade do Panamá Público: 150 Árbitro(s): PUR Miguel Marrero CAN Scott McLean |
| 24 de junho de 2011 20:50 P2 P3 AQ1 AQ2 | 10 16 10 | Set 1 Set 2 Set 3 | 25        | Arena Roberto Durán, Cidade do Panamá Público: 150 Árbitro(s): PUR Miguel Marrero CAN Scott McLean |

## Grupo B
|     |            |     | Jogos | Jogos | Jogos | Resultados | Resultados | Resultados | Resultados | Resultados | Resultados | Sets | Sets | Sets  | Pontos | Pontos | Pontos |
| Pos | Equipe     | Pts | T     | V     | D     | 3–0        | 3–1        | 3–2        | 2–3        | 1–3        | 0–3        | V    | P    | R     | V      | P      | R      |
| --- | ---------- | --- | ----- | ----- | ----- | ---------- | ---------- | ---------- | ---------- | ---------- | ---------- | ---- | ---- | ----- | ------ | ------ | ------ |
| 1   | Chile      | 8   | 3     | 3     | 0     | 1          | 1          | 1          | 0          | 0          | 0          | 9    | 3    | 3,000 | 269    | 255    | 1.055  |
| 2   | Porto Rico | 6   | 3     | 2     | 1     | 1          | 1          | 0          | 0          | 0          | 1          | 6    | 4    | 1.500 | 225    | 225    | 1,000  |
| 3   | Canadá     | 4   | 3     | 1     | 2     | 0          | 1          | 0          | 1          | 1          | 0          | 6    | 7    | 0.857 | 290    | 277    | 1.047  |
| 4   | México     | 0   | 3     | 0     | 3     | 0          | 0          | 0          | 0          | 2          | 1          | 2    | 9    | 0.222 | 237    | 264    | 0.898  |

Resultados
| 22 de junho de 2011 14:35 P2 P3 AQ1 AQ2 | Canadá         | 2 — 3                        | Chile          | Arena Roberto Durán, Cidade do Panamá Público: 100 Árbitro(s): MEX Pablo Mendoza VEN C.Gimenez |
| 22 de junho de 2011 14:35 P2 P3 AQ1 AQ2 | 25 19 26 25 11 | Set 1 Set 2 Set 3 Set 4 Set5 | 15 25 28 17 15 | Arena Roberto Durán, Cidade do Panamá Público: 100 Árbitro(s): MEX Pablo Mendoza VEN C.Gimenez |

| 22 de junho de 2011 19:23 P2 P3 AQ1 AQ2 | Porto Rico | 3— 0              | México   | Arena Roberto Durán, Cidade do Panamá Público: 200 Árbitro(s): DOM Juan Pablo Ruiz Jimenez HON Wilfredo Chávez |
| 22 de junho de 2011 19:23 P2 P3 AQ1 AQ2 | 25         | Set 1 Set 2 Set 3 | 18 21 22 | Arena Roberto Durán, Cidade do Panamá Público: 200 Árbitro(s): DOM Juan Pablo Ruiz Jimenez HON Wilfredo Chávez |

| 23 de junho de 2011 14:00 P2 P3 AQ1 AQ2 | Porto Rico | 0 — 3             | Chile | Arena Roberto Durán, Cidade do Panamá Público: 100 Árbitro(s): VEN C.Gimenez DOM Juan Pablo Ruiz Jimenez |
| 23 de junho de 2011 14:00 P2 P3 AQ1 AQ2 | 12 22      | Set 1 Set 2 Set 3 | 25    | Arena Roberto Durán, Cidade do Panamá Público: 100 Árbitro(s): VEN C.Gimenez DOM Juan Pablo Ruiz Jimenez |

| 23 de junho de 2011 18:15 P2 P3 AQ1 AQ2 | Canadá   | 3 — 1                   | México      | Arena Roberto Durán, Cidade do Panamá Público: 100 Árbitro(s): HON Wilfredo Chávez PUR Miguel Marrero |
| 23 de junho de 2011 18:15 P2 P3 AQ1 AQ2 | 25 20 25 | Set 1 Set 2 Set 3 Set 4 | 16 22 25 20 | Arena Roberto Durán, Cidade do Panamá Público: 100 Árbitro(s): HON Wilfredo Chávez PUR Miguel Marrero |

| 24 de junho de 2011 14:00 P2 P3 AQ1 AQ2 | México      | 1 — 3                   | Chile       | Arena Roberto Durán, Cidade do Panamá Público: 100 Árbitro(s): VEN C.Gimenez HON Wilfredo Chávez |
| 24 de junho de 2011 14:00 P2 P3 AQ1 AQ2 | 24 23 25 21 | Set 1 Set 2 Set 3 Set 4 | 26 25 18 25 | Arena Roberto Durán, Cidade do Panamá Público: 100 Árbitro(s): VEN C.Gimenez HON Wilfredo Chávez |

| 24 de junho de 2011 18:15 P2 P3 AQ1 AQ2 | Canadá      | 1 — 3                   | Porto Rico  | Arena Roberto Durán, Cidade do Panamá Público: 125 Árbitro(s): DOM Juan Pablo Ruiz Jimenez GUA Raúl Mejía |
| 24 de junho de 2011 18:15 P2 P3 AQ1 AQ2 | 25 23 25 16 | Set 1 Set 2 Set 3 Set 4 | 17 25 27 25 | Arena Roberto Durán, Cidade do Panamá Público: 125 Árbitro(s): DOM Juan Pablo Ruiz Jimenez GUA Raúl Mejía |

## Quartas de final
| 25 de junho de 2011 18:00 P2 P3 AQ1 AQ2 | Porto Rico | 3 — 0             | Panamá | Arena Roberto Durán, Cidade do Panamá Público: 150 Árbitro(s): CAN Scott McLean VEN C.Gimenez |
| 25 de junho de 2011 18:00 P2 P3 AQ1 AQ2 | 25         | Set 1 Set 2 Set 3 | 14 17  | Arena Roberto Durán, Cidade do Panamá Público: 150 Árbitro(s): CAN Scott McLean VEN C.Gimenez |

| 25 de junho de 2011 20:00 P2 P3 AQ1 AQ2 | República Dominicana | 0 — 3             | Canadá | Arena Roberto Durán, Cidade do Panamá Público: 200 Árbitro(s): CHI J.Pérez MEX Pablo Mendoza |
| 25 de junho de 2011 20:00 P2 P3 AQ1 AQ2 | 17 14 16             | Set 1 Set 2 Set 3 | 25     | Arena Roberto Durán, Cidade do Panamá Público: 200 Árbitro(s): CHI J.Pérez MEX Pablo Mendoza |

## Classificação do 5º ao 8º lugares
| 26 de junho de 2011 14:00 P2 P3 AQ1 AQ2 | Honduras | 0 — 3             | República Dominicana | Arena Roberto Durán, Cidade do Panamá Público: 100 Árbitro(s): CAN Scott McLean CHI J.Pérez |
| 26 de junho de 2011 14:00 P2 P3 AQ1 AQ2 | 8 11 10  | Set 1 Set 2 Set 3 | 25                   | Arena Roberto Durán, Cidade do Panamá Público: 100 Árbitro(s): CAN Scott McLean CHI J.Pérez |

| 26 de junho de 2011 16:00 P2 P3 AQ1 AQ2 | México | 3 — 0             | Panamá | Arena Roberto Durán, Cidade do Panamá Público: 100 Árbitro(s): PUR Miguel Marrero VEN C.Gimenez |
| 26 de junho de 2011 16:00 P2 P3 AQ1 AQ2 | 25     | Set 1 Set 2 Set 3 | 19 18  | Arena Roberto Durán, Cidade do Panamá Público: 100 Árbitro(s): PUR Miguel Marrero VEN C.Gimenez |

## Semifinais
| 26 de junho de 2011 18:00 P2 P3 AQ1 AQ2 | Chile    | 0 — 3             | Canadá | Arena Roberto Durán, Cidade do Panamá Público: 150 Árbitro(s): DOM Juan Pablo Ruiz Jimenez GUA Raúl Mejía |
| 26 de junho de 2011 18:00 P2 P3 AQ1 AQ2 | 17 18 23 | Set 1 Set 2 Set 3 | 25     | Arena Roberto Durán, Cidade do Panamá Público: 150 Árbitro(s): DOM Juan Pablo Ruiz Jimenez GUA Raúl Mejía |

| 26 de junho de 2011 20:00 P2 P3 AQ1 AQ2 | Venezuela | 3—1                     | Porto Rico  | Arena Roberto Durán, Cidade do Panamá Público: 150 Árbitro(s): MEX Pablo Mendoza GUA Raúl Mejía |
| 26 de junho de 2011 20:00 P2 P3 AQ1 AQ2 | 25 21 25  | Set 1 Set 2 Set 3 Set 4 | 21 25 21 20 | Arena Roberto Durán, Cidade do Panamá Público: 150 Árbitro(s): MEX Pablo Mendoza GUA Raúl Mejía |

## Sétimo lugar
| 27 de junho de 2011 14:00 P2 P3 AQ1 AQ2 | Honduras      | 2—3                           | Panamá   | Arena Roberto Durán, Cidade do Panamá Público: 75 Árbitro(s): GUA Raúl Mejía PUR Miguel Marrero |
| 27 de junho de 2011 14:00 P2 P3 AQ1 AQ2 | 25 19 27 21 9 | Set 1 Set 2 Set 3 Set 4 Set 5 | 22 25 15 | Arena Roberto Durán, Cidade do Panamá Público: 75 Árbitro(s): GUA Raúl Mejía PUR Miguel Marrero |

## Quinto lugar
| 27 de junho de 2011 16:35 P2 P3 AQ1 AQ2 | República Dominicana | 2—3                           | México      | Arena Roberto Durán, Cidade do Panamá Público: 100 Árbitro(s): VEN C.Gimenez HON Wilfredo Chávez |
| 27 de junho de 2011 16:35 P2 P3 AQ1 AQ2 | 25 21 22 8           | Set 1 Set 2 Set 3 Set 4 Set 5 | 23 20 25 15 | Arena Roberto Durán, Cidade do Panamá Público: 100 Árbitro(s): VEN C.Gimenez HON Wilfredo Chávez |

## Terceiro lugar
| 27 de junho de 2011 19:10 P2 P3 AQ1 AQ2 | Chile    | 3—1                     | Porto Rico  | Arena Roberto Durán, Cidade do Panamá Público: 150 Árbitro(s): DOM Juan Pablo Ruiz Jimenez CAN Scott McLean |
| 27 de junho de 2011 19:10 P2 P3 AQ1 AQ2 | 26 19 25 | Set 1 Set 2 Set 3 Set 4 | 24 25 22 19 | Arena Roberto Durán, Cidade do Panamá Público: 150 Árbitro(s): DOM Juan Pablo Ruiz Jimenez CAN Scott McLean |

## Final
| 27 de junho de 2011 21:38 P2 P3 AQ1 AQ2 | Canadá      | 1—3                     | Venezuela | Arena Roberto Durán, Cidade do Panamá Público: 200 Árbitro(s): MEX Pablo Mendoza CHI J.Pérez |
| 27 de junho de 2011 21:38 P2 P3 AQ1 AQ2 | 23 25 19 23 | Set 1 Set 2 Set 3 Set 4 | 25 16 25  | Arena Roberto Durán, Cidade do Panamá Público: 200 Árbitro(s): MEX Pablo Mendoza CHI J.Pérez |